# امتس
امتس (به فرانسوی: Amettes) یک کمون در فرانسه است که در پا-دو-کاله واقع شده‌است.

## خصوصیات
امتس ۶٫۸۲ کیلومترمربع مساحت و ۵۰۰ نفر جمعیت دارد و ۸۶ متر بالاتر از سطح دریا واقع شده‌است.